# Montseveroux
Montseveroux és un municipi francès situat al departament de la Isèra i a la regió d'Alvèrnia-Roine-Alps. L'any 2007 tenia 855 habitants.

## Demografia

### Població
El 2007 la població de fet de Montseveroux era de 855 persones. Hi havia 328 famílies de les quals 64 eren unipersonals (36 homes vivint sols i 28 dones vivint soles), 124 parelles sense fills, 128 parelles amb fills i 12 famílies monoparentals amb fills.
La població ha evolucionat segons el següent gràfic:
Habitants censats

### Habitatges
El 2007 hi havia 372 habitatges, 330 eren l'habitatge principal de la família, 25 eren segones residències i 17 estaven desocupats. 327 eren cases i 26 eren apartaments. Dels 330 habitatges principals, 286 estaven ocupats pels seus propietaris, 40 estaven llogats i ocupats pels llogaters i 4 estaven cedits a títol gratuït; 12 tenien dues cambres, 39 en tenien tres, 81 en tenien quatre i 198 en tenien cinc o més. 264 habitatges disposaven pel capbaix d'una plaça de pàrquing. A 110 habitatges hi havia un automòbil i a 205 n'hi havia dos o més.

### Piràmide de població
La piràmide de població per edats i sexe el 2009 era:
| Homes | Edats   | Dones |
| ----- | ------- | ----- |
| 0     | 95 o +  | 0     |
| 0     | 90 a 94 | 0     |
| 0     | 85 a 89 | 0     |
| 0     | 80 a 84 | 4     |
| 28    | 75 a 79 | 24    |
| 12    | 70 a 74 | 24    |
| 12    | 65 a 69 | 12    |
| 12    | 60 a 64 | 0     |
| 12    | 55 a 59 | 8     |
| 52    | 50 a 54 | 24    |
| 56    | 45 a 49 | 48    |
| 36    | 40 a 44 | 40    |
| 20    | 35 a 39 | 24    |
| 20    | 30 a 34 | 20    |
| 8     | 25 a 29 | 8     |
| 12    | 20 a 24 | 32    |
| 36    | 15 a 19 | 28    |
| 20    | 10 a 14 | 24    |
| 36    | 5 a 9   | 36    |
| 20    | 0 a 4   | 12    |

## Economia
El 2007 la població en edat de treballar era de 573 persones, 436 eren actives i 137 eren inactives. De les 436 persones actives 403 estaven ocupades (214 homes i 189 dones) i 33 estaven aturades (16 homes i 17 dones). De les 137 persones inactives 52 estaven jubilades, 47 estaven estudiant i 38 estaven classificades com a «altres inactius».

### Ingressos
El 2009 a Montseveroux hi havia 319 unitats fiscals que integraven 851,5 persones, la mediana anual d'ingressos fiscals per persona era de 19.733 €.

### Activitats econòmiques
Dels 38 establiments que hi havia el 2007, 2 eren d'empreses de fabricació d'altres productes industrials, 10 d'empreses de construcció, 4 d'empreses de comerç i reparació d'automòbils, 2 d'empreses d'hostatgeria i restauració, 1 d'una empresa financera, 3 d'empreses immobiliàries, 4 d'empreses de serveis, 9 d'entitats de l'administració pública i 3 d'empreses classificades com a «altres activitats de serveis».
Dels 15 establiments de servei als particulars que hi havia el 2009, 1 era un taller de reparació d'automòbils i de material agrícola, 1 paleta, 1 guixaire pintor, 2 fusteries, 4 lampisteries, 1 electricista, 1 empresa de construcció, 1 restaurant, 1 agència immobiliària, 1 tintoreria i 1 saló de bellesa.
L'únic establiment comercial que hi havia el 2009 era una botiga de menys de 120 m².
L'any 2000 a Montseveroux hi havia 28 explotacions agrícoles que ocupaven un total de 798 hectàrees.

## Equipaments sanitaris i escolars
El 2009 hi havia una escola elemental.

## Poblacions més properes
El següent diagrama mostra les poblacions més properes.